# 99 Carnan

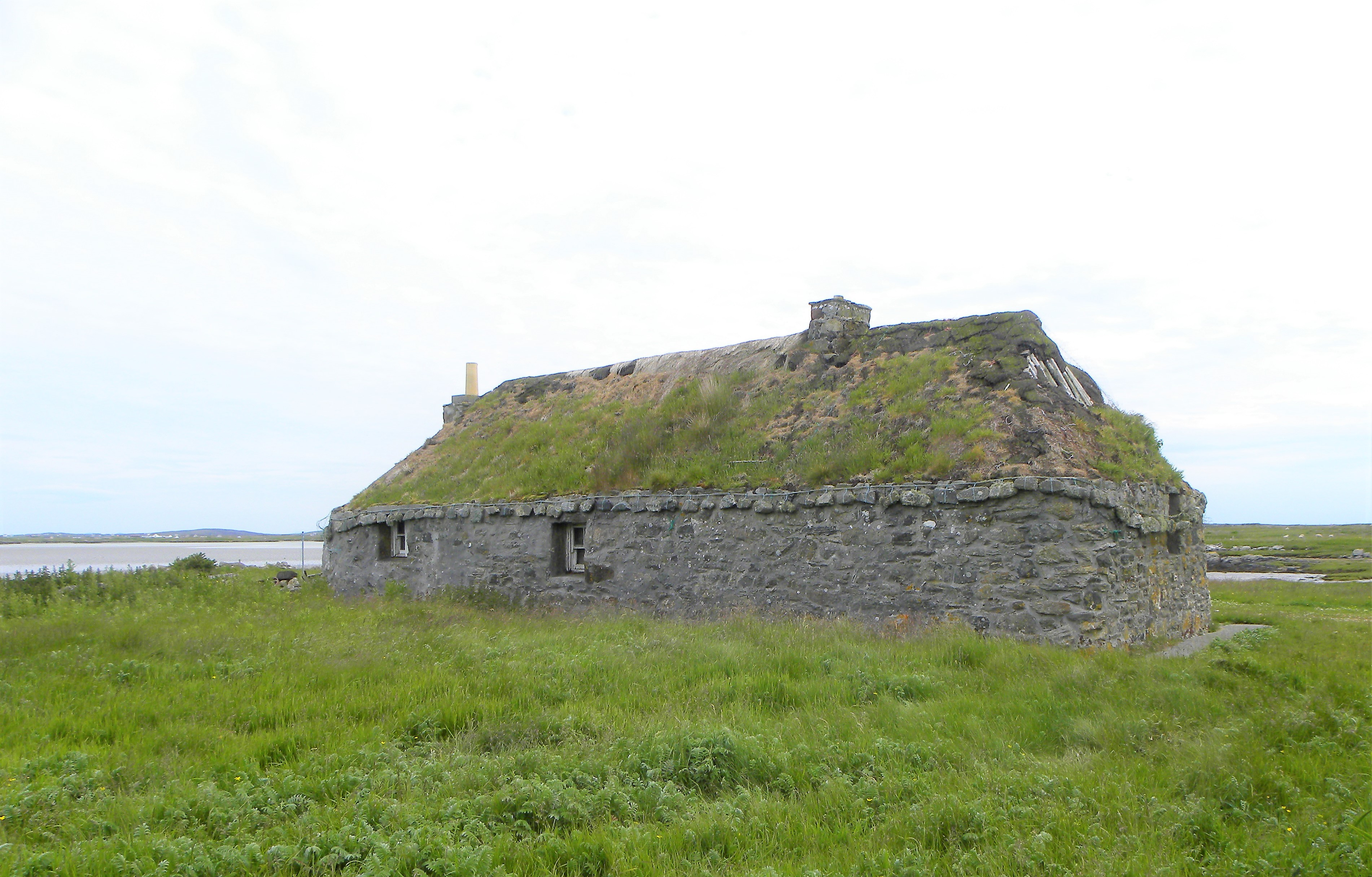
99 Carnan

Unter der Adresse 99 Carnan auf der schottischen Hebrideninsel South Uist befindet sich ein Cottage. 1985 wurde das Bauwerk in die schottischen Denkmallisten in der Kategorie B aufgenommen.

## Geschichte
Bis 1838 stand die Insel unter der Herrschaft des Clan Ranald. In diesem Jahr erwarb John Gordon of Cluny South Uist und vererbte die Insel innerhalb der Familie weiter. Zur Gewinnung von Weidefläche ließ dieser in den folgenden Jahrzehnten zahlreiche Inselbewohner vertreiben. Bei Cottages handelt es sich typischerweise um ehemalige Crofter-Behausungen, die auf den Hebriden und in den westlichen Highlands allgegenwärtig waren. Heute sind nur noch rund 200 historische Cottages erhalten, von denen 54 auf den Äußeren Hebriden zu finden sind. 99 Carnan stammt vermutlich aus dem frühen 19. Jahrhundert. Möglicherweise diente es jedoch nicht als Crofter-Wohnung, sondern beherbergte eine Gaststätte oder war das Wohnhaus eines Fährmanns.

## Beschreibung
99 Carnan steht isoliert in der kleinen Streusiedlung Carnan am South Ford an der Nordküste South Uists. Es handelt sich um ein eingeschossiges Cottage von ungewöhnlich großer Dimension im Baustile der Insel Skye. Zum Schutz vor der Witterung sind die Gebäudekanten gerundet ausgeführt. Seine ostexponierte Hauptfassade ist drei Achsen weit. Mittig tritt ein späterer Anbau mit Harl-verputzten Fassaden und wellblechgedecktem Halbwalmdach heraus. An diesem befindet sich die Eingangstüre. Flankierend sind zwei Fenster eingelassen; zwei weitere finden sich an der rückwärtigen Fassade sowie eines an der Südfassade. Das Mauerwerk von 99 Carnan besteht aus Feldstein. Das abschließende Walmdach ist mit Strandhafer eingedeckt, der mit einem Drahtnetz und beschwerenden Steinen fixiert ist. Einer der beiden Kamine erhebt sich vor dem nördlichen Walm, während der zweite firstständig, jedoch nicht zentriert ist.